# پورت ریچی (فلوریدا)
پورت ریچی (به انگلیسی: Port Richie) شهری در شهرستان پسکو ایالت فلوریدا است که در سال ۱۹۲۵ بنیان‌گذاری شده‌است. این شهر طبق سرشماری سال ۲۰۱۰ میلادی، ۲٬۶۷۱ نفر جمعیت داشته و مساحت آن نیز ۷٫۱ کیلومتر مربع است.